# August Schleicher
August Schleicher (ur. 19 lutego 1821 w Meiningen, zm. 6 grudnia 1868 w Jenie) – niemiecki filolog, językoznawca.
W latach 1850–1857 wykładał jako profesor filologię klasyczną i językoznawstwo porównawcze na uniwersytecie w Pradze. 1857-1868 był profesorem na uniwersytecie w Jenie. Jest autorem prac na temat języka niemieckiego, języka litewskiego, języka połabskiego. Jego najważniejszym dziełem jest Kompendium gramatyki porównawczej języków indoeuropejskich (Compendium der vergleichenden Grammatik der indogermanischen Sprachen) (1861-1862). Uznawał języki fleksyjne, które wywodzą się z języka praindoeuropejskiego, za najlepiej rozwinięte formy językowe.
Nawiązując do teorii Karola Darwina stworzył teorię drzewa genealogicznego (Stammbaumtheorie), w ramach której dowodził, iż wszystkie języki powstają z określonego prajęzyka w wyniku dyferencjacji, co prowadzi do powstania rodzin językowych i poszczególnych języków. Inną koncepcję zaproponował jego uczeń Johannes Schmidt, od którego pochodzi tzw. Wellentheorie (teoria falowa), koncepcja falowego rozwoju języków. Pośrednie stanowisko zajął August Leskien.
Schleicher próbował zrekonstruować wymarły język praindoeuropejski. Jest autorem opowiadania Owca i konie, napisanego w hipotetycznym języku praindoeuropejskim.